# نیک پاتریک
نیک پاتریک (انگلیسی: Nick Patrick؛ زادهٔ ۲۸ دسامبر ۱۹۵۷) مهندس صدا و تهیه‌کننده موسیقی اهل انگلستان است.
وی تهیه آلبوم‌های موسیقی برای هنرمندانی نظیر سیل، آرتا فرانکلین، بیچ بویز، جیپسی کینگز، پلاسیدو دومینگو و آندریا بوچلی را بر عهده داشته‌است. او سه مرتبه نامزد دریافت جایزه گرمی شده‌است.